# Góra Kalwaria (gmina)
Góra Kalwaria (do 1954 gmina Kąty) – gmina miejsko-wiejska leżąca w centralnej części województwa mazowieckiego we wschodniej części powiatu piaseczyńskiego, ok. 35 km od centrum Warszawy oraz ok. 15 km od siedziby powiatu tj. Piaseczna. Gmina graniczy od zachodu z gminami należącymi do powiatu piaseczyńskiego, tj. z gminami Prażmów oraz Piaseczno, a od północy z gminą Konstancin-Jeziorna. Natomiast od wschodu, poprzez rzekę Wisłę, gmina graniczy z gminami należącymi do powiatu otwockiego, tj. z gminą Karczew na północy i Sobienie Jeziory na południu, a od południa z gminami Chynów i Warka należącymi do powiatu grójeckiego. W latach 1975–1998 gmina położona była w województwie warszawskim. 
Siedziba gminy to Góra Kalwaria. Na terenie gminy znajdują się 42 inne miejscowości, w tym: Czersk, Kąty, Brześce, Coniew, Czaplinek, Cendrowice oraz Łubna.
Według danych GUS z 31 grudnia 2017 gminę zamieszkiwały 26 579 osoby, a według spisu powszechnego z 2011 roku 25 563.

## Struktura powierzchni
Według danych z roku 2002 gmina Góra Kalwaria ma obszar 145,11 km², w tym:
- użytki rolne: 61%
- użytki leśne: 19%

Gmina stanowi 28,63% powierzchni powiatu.

## Demografia
Dane GUS z 31 grudnia 2017:
| Opis                              | Ogółem | Ogółem | Kobiety | Kobiety | Mężczyźni | Mężczyźni |
| --------------------------------- | ------ | ------ | ------- | ------- | --------- | --------- |
| jednostka                         | osób   | %      | osób    | %       | osób      | %         |
| populacja                         | 26 579 | 100    | 13 688  | 51,5    | 12 891    | 48,5      |
| gęstość zaludnienia (mieszk./km²) | 183,2  | 183,2  | 94,3    | 94,3    | 88,8      | 88,8      |

- Piramida wieku mieszkańców gminy Góra Kalwaria w 2014 roku.

## Sołectwa
Baniocha (Baniocha-Osiedle, Baniocha-Wieś), Brześce, Brzumin, Buczynów, Cendrowice, Coniew, Czachówek, Czaplin, Czaplinek, Czarny Las, Czersk, Dębówka, Dobiesz, Karolina, Kąty, Królewski Las, Krzaki Czaplinkowskie, Linin (Linin, Osiedle Linin), Łubna, Mikówiec, Moczydłów, Obręb, Pęcław, Podgóra, Podłęcze, Podosowa, Potycz, Sierzchów, Sobików, Solec, Szymanów, Tomice, Wincentów, Wojciechowice, Wólka Dworska, Wólka Załęska
Miejscowości podstawowe bez statusu sołectwa: Aleksandrów, Borki, Julianów, Kępa Radwankowska, Ługówka, Ostrówik

## Sąsiednie gminy
Chynów, Karczew, Konstancin-Jeziorna, Piaseczno, Prażmów, Sobienie-Jeziory, Warka

## Media Lokalne
- Kurier Południowy, bezpłatny tygodnik, nakład 60 tys. egz[10], www.kurierpoludniowy.pl
- powiat-piaseczynski.info - serwis informacyjny dla mieszkańców Powiatu Piaseczyńskiego
- Piaseczno Sport News - sportowy serwis informacyjny powiatu piaseczyńskiego[11]